# Godmersham
Godmersham es una parroquia civil y un pueblo del distrito de Ashford, en el condado de Kent (Inglaterra).

## Geografía
Según la Oficina Nacional de Estadística británica, Godmersham tiene una superficie de 15,7 km².

## Demografía
Según el censo de 2001, Godmersham tenía 366 habitantes (50,55% varones, 49,45% mujeres) y una densidad de población de 23,31 hab/km². El 21,31% eran menores de 16 años, el 73,22% tenían entre 16 y 74 y el 5,46% eran mayores de 74. La media de edad era de 40,27 años. Del total de habitantes con 16 o más años, el 24,65% estaban solteros, el 64,58% casados y el 10,76% divorciados o viudos.
El 93,48% de los habitantes eran originarios del Reino Unido. El resto de países europeos englobaban al 2,72% de la población, mientras que el 3,8% había nacido en cualquier otro lugar. Según su grupo étnico, el 99,18% eran blancos y el 0,82% mestizos. El cristianismo era profesado por el 78,63% y el judaísmo por el 0,82%, mientras que el 16,16% no eran religiosos y el 4,38% no marcaron ninguna opción en el censo.
170 habitantes eran económicamente activos, todos ellos empleados. Había 140 hogares con residentes y 6 vacíos.